# Ariarathes I av Kappadokien
Ariarathes I av Kappadokien, död 322 f.Kr., var regerande kung av Kappadokien mellan 331 f.Kr. och 322 f.Kr.
Han regerade som satrap (guvernör) under Perserriket innan han år 331 förklarade sig självständig.